# Haggis

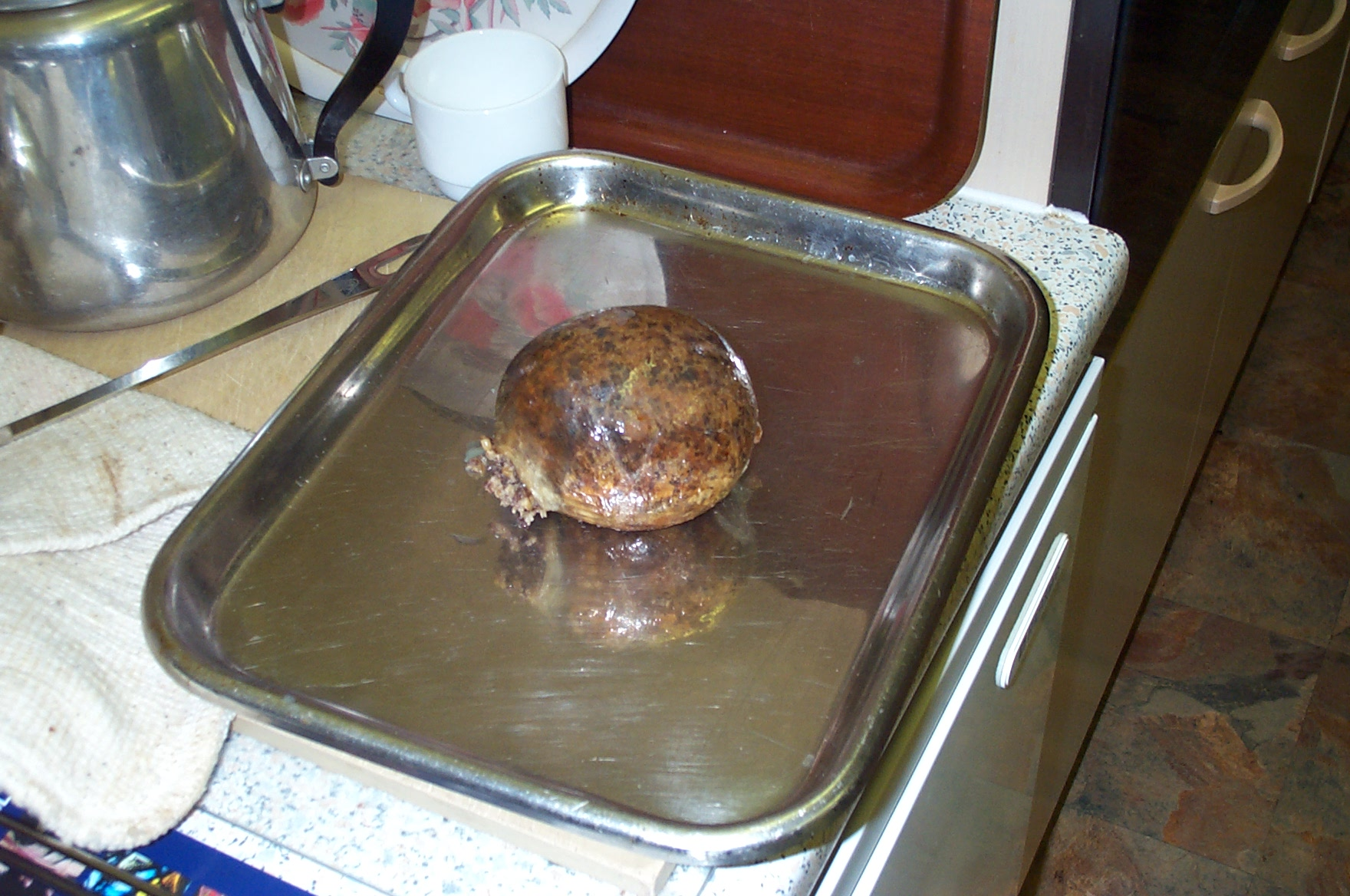
Haggis na bereiding

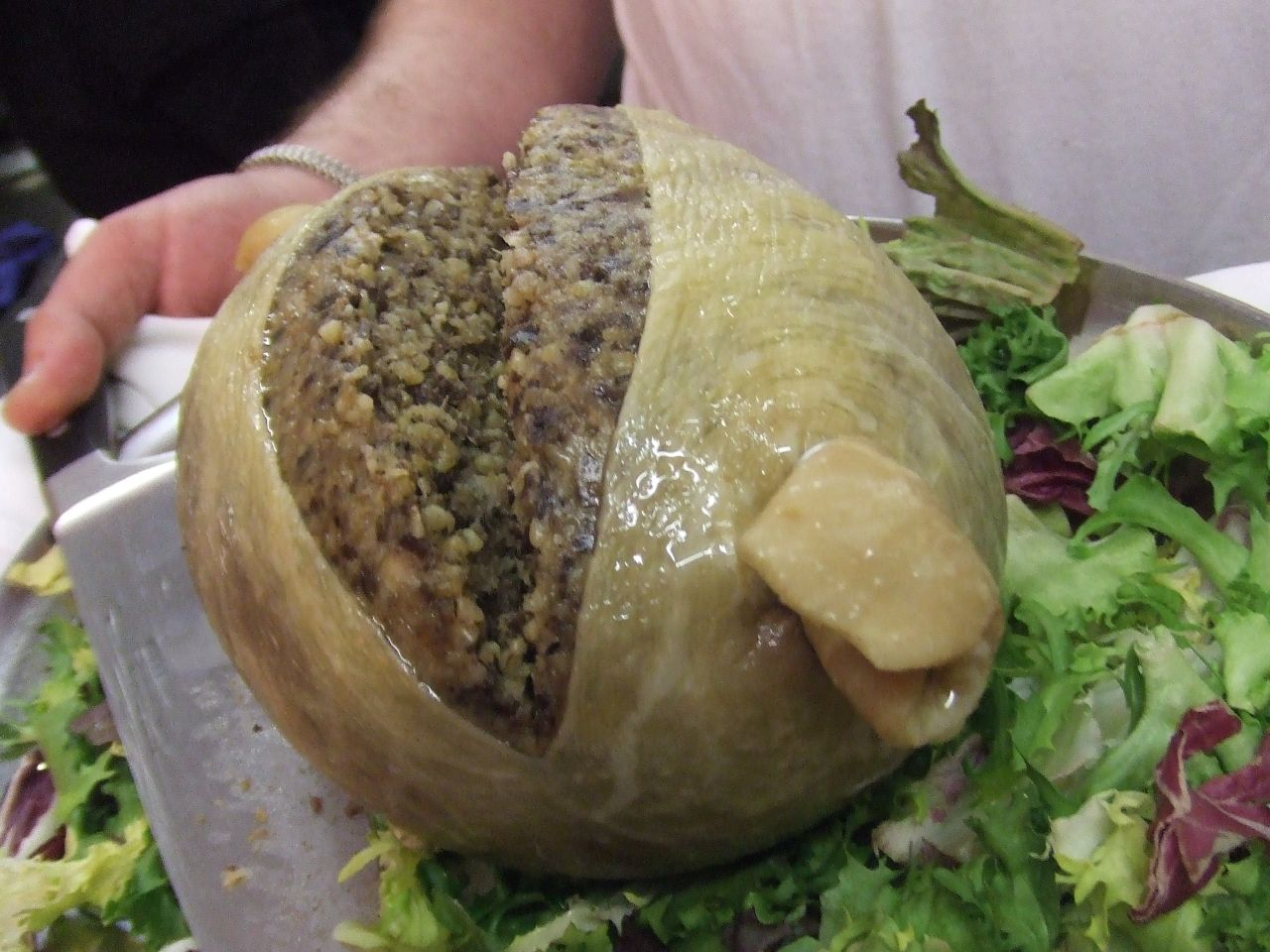
Haggis, aangesneden

Haggis is een typisch Schots gerecht, maar wordt onder andere ook in Lancashire gemaakt.

## Omschrijving
Haggis is een type vleesgerecht gemaakt van schapenhart, -long en -lever, vermalen met dierlijk vet (reuzel), ui, havermout, peper, zout, kruiden en bouillon. Oorspronkelijk werden de ingrediënten in een schapenmaag gestopt voordat het geheel werd gekookt, maar tegenwoordig worden hiervoor meestal andere materialen gebruikt, net zoals bij het maken van worst. Meestal wordt haggis geserveerd met 'neeps and tatties', Schots voor koolraap en aardappelpuree.
Soms proberen Schotten onwetende toeristen wijs te maken dat een 'haggis' een klein, wild dier is dat in de Schotse Hooglanden woont en dat, omdat het op de heuvels leeft, twee korte en twee langere poten heeft.

## Geschiedenis
De eerste vermelding van haggis is te vinden in een 15e-eeuwse tekst uit Noordwest-Engeland, Liber cure Cocorum. Hierin wordt melding gemaakt van het gerecht "hagese" met onder andere schapenhart en kruiden, wat het aannemelijk maakt dat het om hetzelfde gerecht gaat.
De herkomst van haggis staat ter discussie sinds de historicus Catherine Brown het gerecht aantrof in een Engels kookboek uit het begin van de 17e eeuw. De schrijver ervan, Gervase Markham, beweert dat haggis populair is onder alle Engelsen.
Traditioneel wordt Haggis geserveerd bij het Burns Supper, een op 25 januari gehouden diner ter viering van de verjaardag van de Schotse nationale dichter Robert Burns, die ooit een ode aan de haggis schreef. Het gerecht wordt dan onder begeleiding van doedelzakmuziek opgediend. Hierbij wordt tevens deze ode voorgedragen

## Ode
| Address to a haggis                  | Ode aan de haggis                                 |
| Fair fa' your honest, sonsie face,   | Rein en eerlijk is jouw vrolijke gezicht,         |
| Great chieftain o' the pudding-race! | De beste worst te zijn is jouw familie's plicht!  |
| Aboon them a' yet tak your place,    | Jij hebt een ereplaats verdiend als zwaargewicht, |
| Painch, tripe, or thairm:            | Maag, pens en darm:                               |
| Weel are ye wordy o'a grace          | Jij verdient een gedicht                          |
| As lang's my arm.                    | Zo lang als mijn arm.                             |

Het vers heeft overigens nog 7 coupletten. 